# 뷔르츠부르크 대학교

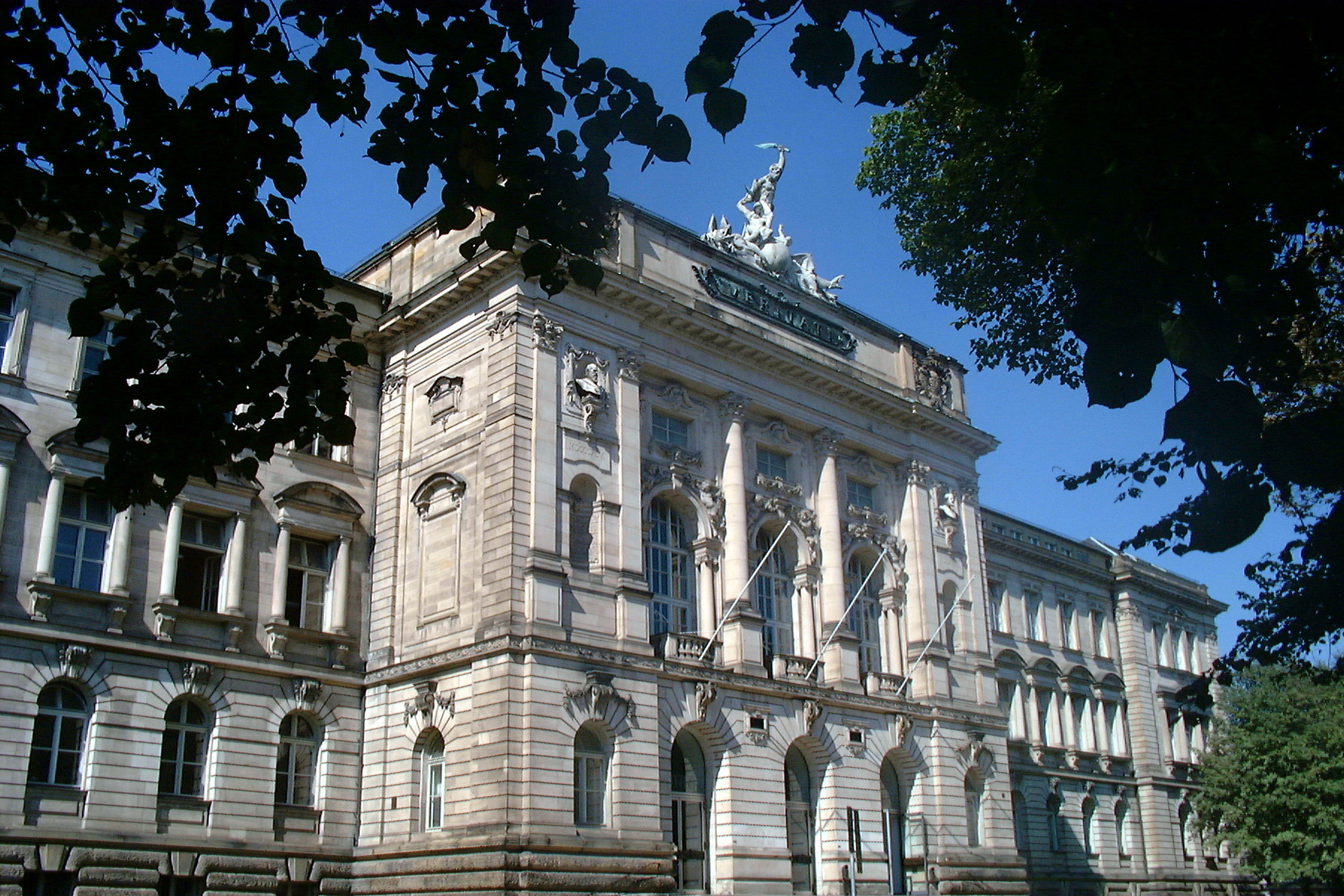
1896년에 지어진 대학의 중앙건물

율리우스 막시밀리안 뷔르츠부르크 대학교(독일어: Julius-Maximilians-Universität Würzburg 율리우스 막시밀리안스 우니베르지테트 뷔르츠부르크[*])는 독일 바이에른주 뷔르츠부르크에 있는 대학교이다. 이 대학교는 1402년에 설립되어 금방 폐교되었으나 1582년에 뷔르츠부르크의 주교였던 율리우스 에히터 폰 메스펠브룬에 의해서 다시 문을 열었다.
이 대학교는 코임브라 그룹에 가입된 대학교이다.